# Нанхаузен
Нанхаузен (нем. Nannhausen) — община в Германии, в земле Рейнланд-Пфальц. 
Входит в состав района Рейн-Хунсрюк. Подчиняется управлению Зиммерн.  Население составляет 530 человек (на 31 декабря 2010 года). Занимает площадь 6,05 км².
Город подразделяется на 3 городских района.

## Фотографии

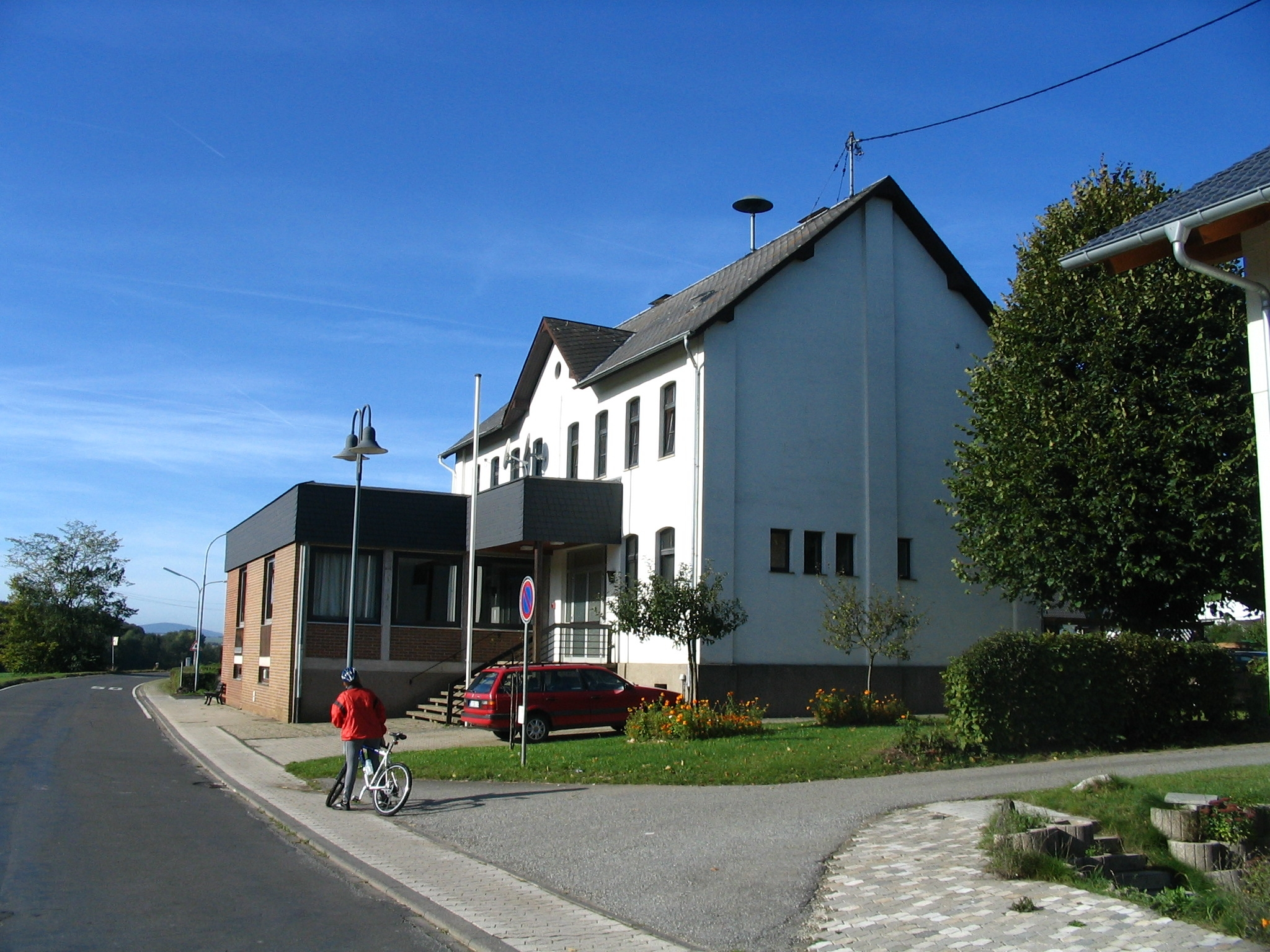
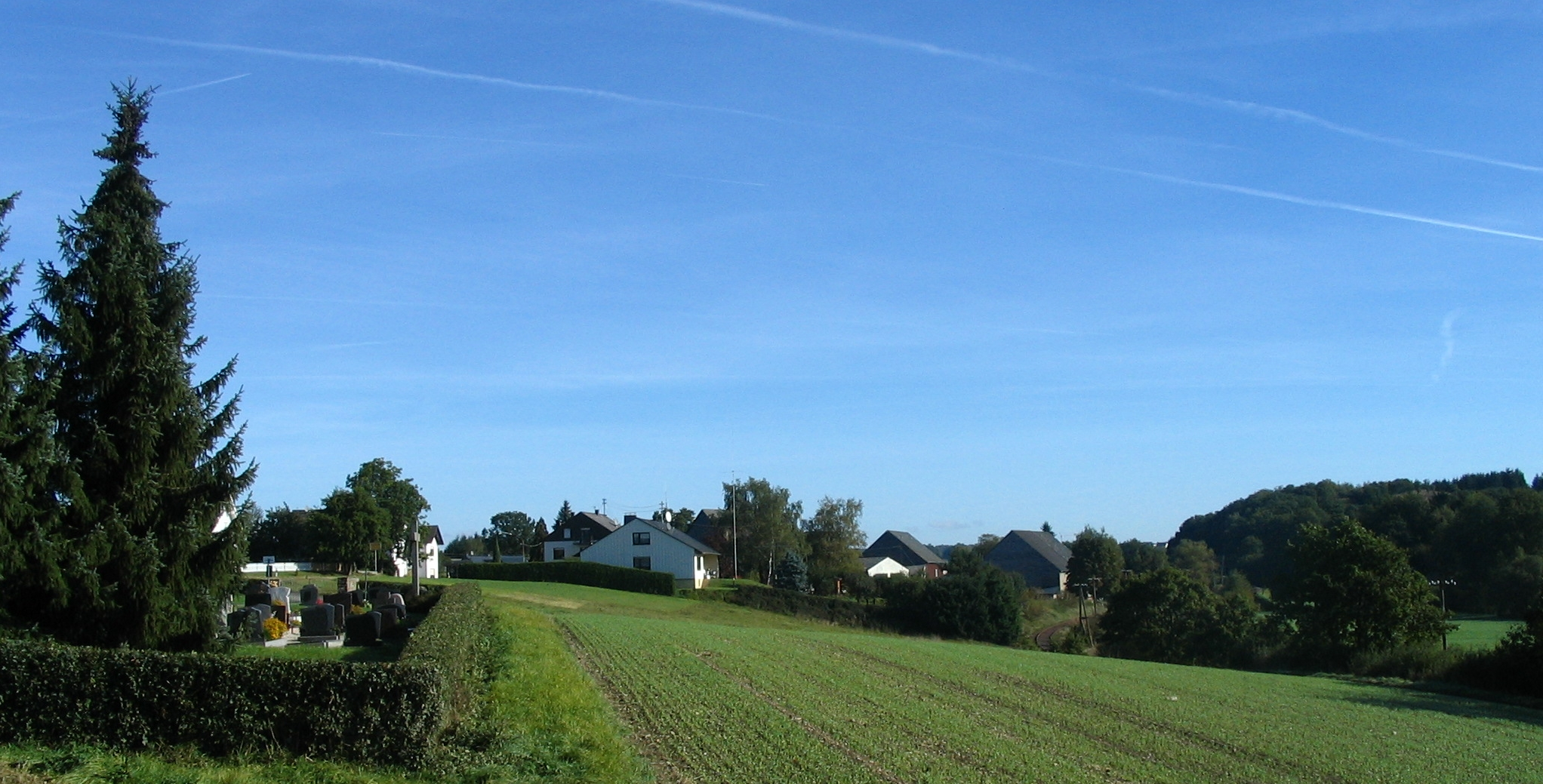
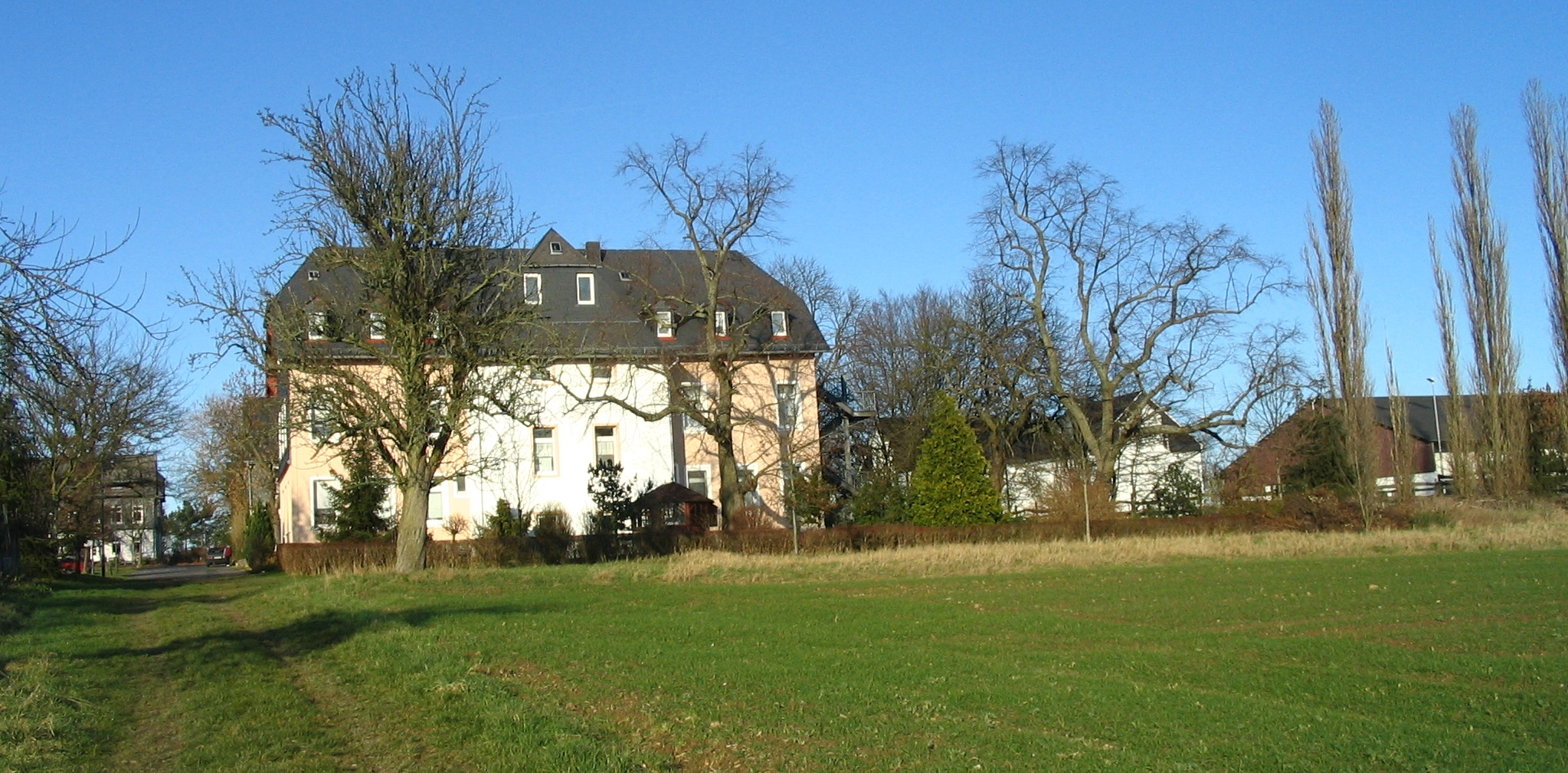